# 相关函数 (天文学)
在天文学中，相关函数（一般指两点相关函数）通常用来描述宇宙中星系的分布。两点相关函数是关于两个星系之间的距离的概率分布。它可以作为描述星系成团性的参数——如果在某个距离下该函数的值越大，表示宇宙在相应尺度下更加成团。